# Digiturk
Digiturk – największy dostawca płatnych kanałów telewizyjnych w Turcji. Platforma cyfrowa została założona 1 stycznia 1999 przez Mehmeta Emina Karamehmeta (właściciela Çukurova Holding), a nadawanie rozpoczęła w kwietniu 2000 r. Można ją było odbierać za pośrednictwem satelity Eutelsat 7A, lecz niektóre kanały nadawano poprzez satelitę Turksat 2A. 15 listopada 2022 zakończyła nadawanie za pośrednictwem satelity Eutelsat, całkowicie przełączając się na satelitę Türksat. W 2015 r. spółka została sprzedana beIN Media Group, a przeniesienie akcji sfinalizowano w sierpniu 2016 r.
Oferuje ponad 200 kanałów. Wybrane stacje nadawane są w HD. Digiturk Plus oferuje usługę video-on-demand i PPV. Posiada prawa do transmisji meczów tureckiej Süper Lig.

## Kanały telewizyjne

### Tureckie
- Show TV
- TRT 1
- Kanal D
- atv
- Fox
- Star TV
- Kanaltürk
- TV8
- CNBC-e
- Bloomberg HT
- Kanal B
- Bugün TV
- Kanal 7
- Samanyolu TV
- Beyaz TV
- Flash TV
- TRT Türk
- Mehtap TV
- e2
- tv2
- TRT 3
- TRT Avaz
- TRT 6
- Kanal A
- TVEM
- Olay TV
- TRT Okul
- Meltem TV
- TRT Anadolu
- Show TV HD
- atv HD
- TRT HD
- TRT 1 HD
- FOX Turkey
- max tv

### Informacyjne
- a Haber
- Bugün TV
- Ülke TV
- TVNET
- Kanal 24
- NTV
- CNN Türk
- Sky Turk 360
- Habertürk
- TGRT Haber
- Samanyolu Haber
- TRT Haber
- Bloomberg Television
- BBC World News
- Euronews
- CNN International
- Al Jazeera English
- France 24
- Channel NewsAsia
- a Haber HD

### Filmowe
- ComedyMax
- Fox Life
- DiziMax
- DiziMaxMore
- MGM Movies
- Sundance Channel
- MovieMax Family
- MovieMax Premiere
- MovieMax Premiere 2
- MovieMax Stars
- MovieMax Stars 2
- MovieMax Festival
- MovieMax Speed
- Salon 1
- Salon 2
- Salon 3
- ComedyMax HD
- DiziMax HD
- DiziMaxMore HD
- MovieMax Family HD
- MovieMax Premiere HD
- MovieMax Premiere 2 HD
- MovieMax Stars HD
- Sundance Channel HD

### Sportowe
- Fox Sports
- Eurosport
- Eurosport 2
- Bursaspor TV
- Beşiktaş TV
- Galatasaray TV
- Fenerbahçe TV
- Lig TV
- Lig TV 2
- Lig TV 3
- NTV Spor
- TJK TV
- Sports TV
- Extreme Sports
- ESPN America
- ESPN Classic
- Premier League TV
- Eurosport HD
- Sports TV HD
- Lig TV HD
- Lig TV 2 HD
- Lig TV 3 HD
- NTV Spor HD
- Fox Sports HD
- Premier League TV HD
- ESPN America HD

### Dziecięce
- TRT Çocuk
- Baby TV
- Disney XD
- Planet Çocuk
- Baby First TV
- Disney Junior
- Jojo
- Disney Channel
- Yumurcak TV
- Cartoon Network
- minika Go
- Nick Jr. Turkey
- Nickelodeon Turkey
- Nickelodeon Turkey HD

### Muzyczne
- Dream TV
- Dream Türk
- Powertürk TV
- MCM Top
- Mezzo TV
- VH1
- TRT Müzik
- Kral TV
- Kral Pop TV
- MTV
- MTV Live HD
- MTV Hits

### Dokumentalne
- İZ TV
- TRT Belgesel
- National Geographic Adventure
- National Geographic Channel
- National Geographic Wild
- CBS Reality
- History Channel
- Discovery Channel
- Discovery Science
- Animal Planet
- National Geographic Channel HD
- National Geographic Wild HD
- History Channel HD
- Discovery 3D
- İZ TV HD

### Rozrywkowe
- Show Plus
- Showmax
- TürkMax
- Top Shop TV
- Fog TV
- Fashion TV
- Home TV
- E!
- FX
- BBC Entertainment
- World Travel Channel
- Fashion TV HD

### Zagraniczne
- Rai 1
- TV5MONDE
- TRT el Türkiye
- Pierwyj Kanał
- ProSieben

### Erotyczne
- Blue Hustler
- Intimacy
- Playboy TV
- Penthouse TV
- Penthouse HD